# 愛神 (電影)
《爱神》（英語：Eros）是04年香港、美国、意大利三地联合拍摄的多段式爱情情色片，讲述了三个阐述爱和性的主题的故事：王家卫的《手》、史蒂文·索德伯格的《梦》和米开朗基罗·安东尼奥尼的《欲》。其中《手》一部分的一小时加长版于2018年第八届北京国际电影节上特别展映。

## 剧情
《手》（Hand）
1963年的一天，裁缝学徒的小张（張震 饰）第一次亲手给顾客量身，这位顾客是有名的交际花华小姐（巩俐 饰）。在手的接触中小张在华小姐那里完成了男人的第一次。之后的几年里，小张经常碰到华小姐，但那一次似乎并未发生。随着小张手艺日益精进，而华小姐的生活却日渐窘迫，甚至要变卖衣物，最终搬出公寓。几年后，小张在一所破败的旅馆里帮已经失去往日光彩的华小姐做一件衣服，为的是去见美国来的旧情人。而当他做好衣服回到旅馆，华小姐已经沦落成拉客的妓女，并染上了重病。她不禁想起他们第一次见面的时候。
《梦》（Equilibrium）
1955年纽约的广告公司职员尼克·彭罗斯（小勞勃·道尼 饰）第一次与精神病学家泊尔（亞倫·阿金 饰）会面。尼克被长期以来的工作压力和重复的梦境所困扰。梦中，尼克经常看见一个女子（艾姬絲 饰），他们有着非常亲密关系。但尼克每次醒来都记不得女子的身份，梦同样在困扰着尼克的妻子，她打算和尼克分手，除非尼克说出这个女子是谁。在泊尔的诊室，尼克按他的要求反复回忆梦境的细节。在泊尔言语的安慰下，尼克在躺椅上沉沉睡去。再次在梦中出现的那位女子却和他的妻子一模一样。
《欲》（Il filo pericoloso delle cose）
在意大利度假的美国人克里斯托佛（克里斯多福·巴赫茲 饰）和妻子科洛（雷吉娜‧蘭妮 饰）之间出现了感情危机。一个漂亮女孩（路易莎‧拉涅瑞 饰）吸引了克里斯托佛的注意。夫妇不久便开始激烈的争吵。克里斯托佛独自遇到了那个漂亮女孩，她把克里斯托佛带到自己的房间。早上，克里斯托佛匆匆离去。深秋，科洛接到了克里斯托佛从巴黎打来的电话，两人开始冷静的面对矛盾，科洛在言语间流露了思念，而克里斯托佛却依然无动于衷。一天，科洛在海边遇到了那位女孩。

## 阵容
《手》
- 巩俐 饰 华小姐
- 張震 饰 小张，裁缝金的学徒
- 田豐 饰 金师傅
- 陳春綠 饰 华小姐的佣人
- 周建军 饰 华小姐的爱人，赵

《梦》
- 小勞勃·道尼 饰 尼克·彭罗斯（Nick Penrose）
- 亞倫·阿金 饰 泊尔博士（Dr. Pearl）
- 艾姬丝（英语：Ele Keats） 饰 西西莉娅（Cecelia）

《欲》
- 克里斯托弗·巴赫兹（Christopher Buchholz） 饰 克里斯托弗（Christopher）
- 雷吉娜‧兰妮（Regina Nemni）饰 科洛（Cloe）
- 路易莎‧拉涅瑞（英语：Luisa Ranieri） 饰 琳达（Linda）
- 塞西莉亞·露茜（Cecilia Luci） 饰 瀑布边的女孩
- Karima Machehour 饰 瀑布边的女孩

## 制作

### 开发
安东尼奥尼1995年作品《云上的日子》的制片工作结束后，法国制片人史提芬·查爾加哲夫提出要拍摄一部以“爱神”为主题的三部曲，并让意大利导演执导其中一段，另外两位受到史提芬电影创作理念影响的年轻导演也接到了这个概念。三位导演会自由地创作各自的部分，不用理会其他人。法国制片人拉斐爾‧伯杜戈、雅克·巴尔和意大利制片人多明尼克‧伯加齊也加入了剧组。同是制片人的安东尼奥尼好友阿曼多·帕加尼（Amedeo Pagani）也接待加盟的邀请，但考虑到安东尼奥尼的身体状况谢绝了：“米开朗基罗是我的好朋友，但考虑到他的身体状况，我认为安排他去拍一部情色片的主意不大好。”
安东尼奥尼排版后，《爱神》的前期制作于2001年正式启动。经过多番讨论，另外两部分的导演人选最终确定为王家卫和佩德罗·阿尔莫多瓦尔。阿尔莫多瓦尔是在2002年3月《悄悄告訴她》意大利路演中宣布这一消息。而王家卫对和两位意大利导演的合作很是兴奋。
按照计划，阿尔莫多瓦尔应在2002年4月初根据讲述8岁男孩性启蒙的剧本，开始前期制作和选景。然而，剧本定稿时间数次延迟，加上电影《壞教慾》制作的日益临近，阿尔莫多瓦尔被迫退出剧组。在2002年9月安东尼奥尼90岁生日的庆祝活动上，妻子艾瑞卡（Enrica）宣布阿尔莫多瓦尔离开剧组，美国导演史蒂文·索德伯格将顶替他。索德伯格表示自己一直希望在安东尼奥尼作品海报上写上自己的名字，便欣然接受工作。另有消息指西班牙导演正在商讨为电影创作串联起三个片段的插叙段落。

### 选角
安东尼奥尼不想在自己的部分中起用知名的面孔，同时要求参演的演员坦然面对裸戏。选角于2001年夏天启动。德国演员霍斯特·巴赫茲的儿子克里斯多福·巴赫茲出演丈夫克里斯托弗。这位演员最开始对性爱场景很不自然，因为按照剧本原稿需要拍摄他的正面全裸特写镜头。最终这场戏被删去，未拍摄。前舞蹈演员雷吉娜‧兰妮饰演妻子科洛。因雀巢茶品广告名声鹊起的新人路易莎‧拉涅瑞饰演琳达。
写完一部性爱戏份较少的剧本，索德伯格很快就给主角找到了知名演员。2003年2月27日，《综艺》杂志报道，小罗伯特·唐尼和艾伦·阿金将会参演。选角导演黛布拉·赞恩为挑选“梦中的女人”和尼克妻子西西莉娅两个角色的人选，面试了数十位女演员。最终，29岁的模特儿艾姬絲脱颖而出。
2003年春，王家卫完成自己部分的试镜。此前曾参演他的电影《春光乍泄》台湾演员的张震将出演男主角小张。出演电影《2046》的巩俐则饰演女主角华小姐。

### 摄制
安东尼奥尼部分《欲》于2001年10月底在意大利托斯卡纳大区卡帕尔比奥率先开拍，为期6个星期。除了摄影馬克·彭特克沃，大部分剧组成员都是新手，罗马建筑师斯特凡诺·卢奇（Stefano Luci）得益于和安东尼奥尼的友情凭借电影首次担任布景师，负责帮助挑选布景。马雷玛地区公园和圖拉諾湖也在取景地。为了捕捉夏天的自然光，镜头主要以数码相机和35毫米相机在白天拍摄。摄制于12月初正式启动，预算为25亿里拉。
索德伯格在洛杉矶的一处摄影棚搭建了上世纪50年代纽约的布景。在索德伯格长期合作伙伴格雷戈里·雅克布斯的帮助下，该部分于2003年2月下旬开拍，为期一周。布景师菲利普·墨西拿和奥斯卡奖服装设计师米莱娜·坎农诺还原了剧本所需的50年代风情。索德伯格知道另外两位导演会更贴近主题，另辟蹊径，走了更轻快的道路。演员艾姬絲是片段的唯一情色元素，她在片场赤身裸体几个小时。
2003年年初，王家卫开始《手》的制作，当时中国南部爆发了非典疫情。在上海拍摄的原计划被取消，改为到香港拍摄全部镜头。许多剧组成员害怕染病而退出，王家卫被迫缩减人手。演员和剧组成员在片场经常洗手，工作时要戴口罩，彼此间尽量避免身体接触。为了加快制作步伐，剧组48小时马不停蹄地工作。

## 评价

### 专业评价
《爱神》在北美获得的评价褒贬不一，烂番茄评分仅为34%。美国影评人几乎一致赞赏王家卫的部分，批评安东尼奥尼部分。索德伯格部分的评价有赞有弹。
罗杰·埃伯特给予王家卫部分4/4星满分，索德伯格3/4星和安东尼奥尼1星评价。埃伯特给《芝加哥太阳报》撰写文章时评论道：“《爱神》的三部分是A）情色片？B）色情片？C）或是两者都有？导演们给出了三个不同的答案。王家卫选择了C，史蒂夫·索德伯格选了B，而米开朗琪罗·安东尼奥尼，唉！三个都没沾边。安东尼奥尼的部分很是尴尬。雷吉娜·兰妮在她的所有镜头中都穿着一件完全透明的衬衫，没有别的原因。我很担心，好在我们可以看看她的胸。路易莎‧拉涅瑞的戏份多数是要裸体的。结果就成了一部最最平庸的软掉色情片。而且当第二名女子独自一人在海滩上欢快地嬉闹奔跑，等待着魯斯·梅耶前来拯救，当你看到一名女子在梅耶的电影中裸奔，你的内心必定万马奔腾，想着我还是回到王家卫的《手》好了。《手》留在我的脑海中了。演员们勾起了我的回忆和想象。我是同情两位主角：华小姐凄惨地接受容颜的退却、客户的失踪和身体的每况愈下；小张一直膜拜她，说着“我是因为你才当的裁缝”。这是他在自己力所能及的范围内能给出的最大的赞美，她知道这点。知道这点，也因为之前无数客户的无数花言巧语都不能让她心动，她很受这番话的触动。”

### 票房
2005年4月8日，华纳独立影片公司在北美院线发行了电影。由于宣传攻势很弱，加上放映的银幕只有区区12块，票房成绩非常差。上映首周末票房仅为53,666美元（场均4,472美元），最终票房188,392美元。影片全球票房1,535,829美元。